# Bancroft (Ontario)
Pour les articles homonymes, voir Bancroft.
Bancroft est une ville canadienne de l'Ontario située dans le Comté de Hastings. En 2016, Bancroft comptait 3 881 habitants.

## Transport
Bancroft se trouve à l'intersection de la route 28 et de la route 62.
L'aérodrome de Bancroft (CNW3) possède une piste en gravier longue de 2,400 pieds.

## Personnalités
- Clay Ives (1972-), lugeur ayant participé aux Jeux olympiques à trois reprises.
- Cathy Sherk, golfeuse professionnelle.
- Bryan Watson (1942-2021), joueur professionnel de hockey sur glace.